# Feminismo carcerário
O termo feminismo carcerário (ou feminismo punitivo, ou punitivista ou criminologia feminista) faz referência e critica às ativistas feministas que advogam por aumentar as penas de prisão para criminosos condenados por crimes machistas ou de gênero. A ideia principal por trás deste conceito é a de que penas de prisão mais duras e mais longas ajudarão a resolver esta classe de crimes. Assim, a expressão sublinha que a repressão e o Direito têm adquirido um papel cada vez mais importante na estratégia das correntes dominantes do feminismo desde o final dos anos setenta em muitas partes do mundo e do início dos anos oitenta no Brasil. Embora o termo faça referência às correntes dominantes do feminismo institucional, estas não se autodenominam em nenhum caso desta maneira.
O conceito foi cunhado pela socióloga feminista norte-americana Elizabeth Bernstein (1968-) em seu artigo de 2007: A política sexual do "novo abolicionismo".

## Criação do termo
Ao examinar o movimento contemporâneo contra o tráfico de pessoas nos Estados Unidos, Bernstein criou o termo para descrever um tipo de ativismo feminista que cataloga todas as formas de trabalho sexual como tráfico sexual. Ela vê isto como um retrocesso, sugerindo que corrói os direitos das mulheres na indústria do sexo, tira o foco de outros temas feministas importantes e expande a agenda neoliberal.
Bernstein argumentou que o apoio feminista às leis contra o tráfico que igualam a prostituição com o tráfico sexual tem minado todos os esforços das trabalhadoras sexuais em décadas anteriores ao se organizar por seus direitos, em lugar de reforçar a criminalização do tráfico. Os cristãos evangélicos compartilham este compromisso com a lei e a ordem, no relato de Bernstein, e, mais tarde, a socióloga  atribuiu essa aliança à mudança política e econômica mais ampla nos Estados Unidos de um estado de bem-estar redistributivo para um "carcerário” que fomenta a criminalização e o encarceramento. Argumentou ainda que tanto para as feministas como para os cristãos evangélicos, as políticas de gênero e sexualidade têm desviado a atenção da família (isto é, questões de abuso e aborto, respectivamente) para a esfera pública (tráfico sexual) e nesta mudança, se têm entrelaçado o movimento antitráfico com política neoliberal. Em seu artigo "Política carcerária como justiça de gênero?" (Carceral politics as gender justice? - 2012), Bernstein ampliou esta análise, utilizando o caso do movimento contra tráfico de pessoas para demonstrar como o feminismo se converteu de forma geral num veículo de políticas punitivas nos Estados Unidos e no estrangeiro.

## Contextos sociais
As acadêmicas feministas têm descrito a trajetória do ativismo feminista em outras esferas de maneira similar. Em seus estudos das campanhas feministas em torno dos problemas da violência doméstica e a agressão sexual, por exemplo, a socióloga Beth Richie e a teórica política Kristin Bumiller rastrearam como o movimento feminista contra a violência nos Estados Unidos passava de se centrar na transformação social, originariamente, a sua dependência quase onipresente da lei e da aplicação da lei na atualidade.
Descreveu-se uma tendência similar fora do contexto dos EUA. Por exemplo, Miriam Ticktin argumentou que o sentimentalismo contra os imigrantes nas campanhas feministas contra a violência sexual na França tem sido funcional ao controle de fronteiras e a outras formas de vigilância. Nesse sentido, vários ativistas têm criticado ao feminismo carcerário por sua associação ao feminacionalismo, a estratégia política que usa o feminismo para lançar mensagens xenofóbicas e racistas.

## Críticas de ativistas e debate nos meios
Ativistas de diferentes ramos têm criticado em profundidade este modo de fazer feminismo. As feministas envolvidas no movimento de abolição das prisões, especialmente, têm criticado as alianças feministas com as prisões e a polícia. Desde sua criação em 2007, o termo “feminismo carcerário” tem sido amplamente utilizado por ativistas para fazer tais críticas e abriu-se caminho em discussões e debates em meios como Vox ou Aeon. No mundo hispano, tem sido debatido em meios esquerdistas como A Esquerda Diário ou CTXT ou pluralistas como O Balcão. No Brasil, essa discussão foi especialmente forte quando da criação da Lei Maria da Penha, em 2006, e da alteração do Código Penal com a Lei nº 13.104/2015  cujo escopo criou uma nova qualificação ao crime de homicídio: o Feminicídio.
Por outro lado, tem tido também críticas aos ativistas que utilizam o termo, alegando entre outras razões que geram um falso binarismo entre "feminismo carcerário" e "feminismo anticarcerário" que turva os matizes intermediários, ou que não reconhecem a influência neoconservadora neste tipo de feminismo, fazendo dele um problema exclusivamente neoliberal.